# Tržišče, Sevnica
Tržišče je naselje v Občini Sevnica.